# Campeonato Mundial de Ginástica Juvenil
Campeonato Mundial de Ginástica Juvenil refere-se a vários Campeonatos Mundiais diferentes em quatro disciplinas reconhecidas pela Federação Internacional de Ginástica (FIG) em ginástica competitiva: ginástica acrobática, ginástica artística masculina e feminina e ginástica rítmica.

## História
Antes de se fundir com a FIG em 1999, a Federação Internacional de Acrobacia Esportiva (IFSA) organizou e promoveu Campeonatos Mundiais Juvenis de ginástica acrobática de 1989 a 1999. A partir de 2019, a FIG organizou campeonatos mundiais juvenis em ginástica artística e rítmica.
Atualmente, a FIG organiza competições periódicas do Mundial Age Group em ginástica aeróbica, ginástica acrobática e trampolim. O antigo órgão regulador de trampolim, a Federação Internacional de Trampolins (FIT), incorporada à FIG em 1998, também organizou competições de World Age Group de 1973 a 1996. Essas competições, no entanto, não são consideradas campeonatos mundiais.

## Acrobática
Formato:
- 1989–1999: Campeonato Mundial Juvenil
- 2001–2002: Jogos Mundiais Age Group
- 2004–2006: Competição Internacional Age Group
- 2008–: Competição Mundial Age Group

| Edição    | Ano  | Cidade sede      | País anfitrião | Eventos |
| --------- | ---- | ---------------- | -------------- | ------- |
| Juvenil   |      |                  |                |         |
| 1         | 1989 | Katowice         | Polónia        | 21      |
| 2         | 1991 | Pequim           | China          | 21      |
| 3         | 1993 | Moscou           | Rússia         | 21      |
| 4         | 1995 | Riesa            | Alemanha       | 22      |
| 5         | 1997 | Honolulu         | Estados Unidos | 22      |
| 6         | 1999 | Nowa Ruda        | Polónia        | 16      |
| Age Group |      |                  |                |         |
| 1         | 2001 | Zielona Góra     | Polónia        |         |
| 2         | 2002 | Riesa            | Alemanha       |         |
| 3         | 2004 | Liévin           | França         |         |
| 4         | 2006 | Coimbra          | Portugal       |         |
| 5         | 2008 | Glasgow          | Reino Unido    |         |
| 6         | 2010 | Breslávia        | Polónia        |         |
| 7         | 2012 | Orlando          | Estados Unidos |         |
| 8         | 2014 | Levallois-Perret | França         |         |
| 9         | 2016 | Putian           | China          |         |
| 10        | 2018 | Antuérpia        | Bélgica        |         |

## Artística
| Edição | Ano  | Cidade sede | País anfitrião | Eventos |
| ------ | ---- | ----------- | -------------- | ------- |
| 1      | 2019 | Győr        | Hungria        | 14      |
| 2      | 2023 | Antália     | Turquia        | 14      |

## Rítmica
| Edição | Ano  | Cidade sede | País anfitrião | Eventos |
| ------ | ---- | ----------- | -------------- | ------- |
| 1      | 2019 | Moscou      | Rússia         | 8       |
| 2      | 2023 | Cluj-Napoca | Roménia        | 8       |

## Trampolim
As Competições do Mundial Age Group de Ginástica de Trampolim da FIG são atualmente realizadas em 32 disciplinas:
- Categorias e idade:[6][7]
  - Trampolim (Age Group 1 / Age Group 2 / Age Group 3 / Age Group 4)
  - Trampolim Sincronizado (Age Group 1 / Age Group 2 / Age Group 3 / Age Group 4)
  - Tumbling (Age Group 1 / Age Group 2 / Age Group 3 / Age Group 4)
  - Duplo-Mini (Age Group 1 / Age Group 2 / Age Group 3 / Age Group 4)
- 11-12 / 13-14 / 15-16 / 17-21

Desde 1998, os campeonatos são realizados ao lado do Campeonato Mundial de Ginástica de Trampolim, muitas vezes uma semana depois e no mesmo local. De 1990 a 1996, os campeonatos juvenis foram no mesmo país do Campeonato Mundial de Ginástica de Trampolim, mas em uma cidade diferente. Os campeonatos anteriores, de 1973 a 1988, tiveram anfitriões separados, sem relação com o Campeonato Mundial de Ginástica de Trampolim.
| Ano                                                               | Edição | Cidade sede   | País anfitrião | Eventos |
| ----------------------------------------------------------------- | ------ | ------------- | -------------- | ------- |
| Campeonatos Separados                                             |        |               |                |         |
| 1973                                                              | 1      | London        | Reino Unido    | 34      |
| 1974                                                              | 2      | San Mateo     | Estados Unidos | 24      |
| 1975                                                              | 3      | Toronto       | Canadá         | 24      |
| 1976                                                              | 4      | Cedar Rapids  | Estados Unidos | 24      |
| 1978                                                              | 5      | Honolulu      | Estados Unidos | 24      |
| 1984                                                              | 6      |               |                | 24      |
| 1986                                                              | 7      |               |                | 24      |
| 1988                                                              | 8      |               |                | 24      |
| Sediado pela sede do Campeonato Mundial de Ginástica de Trampolim |        |               |                |         |
| 1990                                                              | 9      | Dillenburg    | Alemanha       | 24      |
| 1992                                                              | 10     | Auckland      | Nova Zelândia  | 24      |
| 1994                                                              | 11     | Vila do Conde | Portugal       | 24      |
| 1996                                                              | 12     | Kamloops      | Canadá         | 24      |
| Junto com o Campeonato Mundial de Ginástica de Trampolim          |        |               |                |         |
| 1998                                                              | 13     | Sydney        | Austrália      | 24      |
| 1999                                                              | 14     | Sun City      | África do Sul  | 24      |
| 2001                                                              | 15     | Odense        | Dinamarca      | 24      |

| Ano  | Edição | Cidade sede     | País anfitrião | Eventos |
| ---- | ------ | --------------- | -------------- | ------- |
| 2003 | 16     | Hannover        | Alemanha       | 24      |
| 2005 | 17     | Eindhoven       | Países Baixos  | 24      |
| 2007 | 18     | Quebec          | Canadá         | 24      |
| 2009 | 19     | São Petersburgo | Rússia         | 24      |
| 2010 | 20     | Metz            | França         | 24      |
| 2011 | 21     | Birmingham      | Reino Unido    | 24      |
| 2013 | 22     | Sófia           | Bulgária       | 24      |
| 2014 | 23     | Daytona Beach   | Estados Unidos | 24      |
| 2015 | 24     | Odense          | Dinamarca      | 24      |
| 2017 | 25     | Sofia           | Bulgária       | 24      |
| 2018 | 26     | São Petersburgo | Rússia         | 24      |
| 2019 | 27     | Tóquio          | Japão          | 32      |
| 2021 | 28     | Baku            | Azerbaijão     | 32      |
| 2022 | 29     | Sófia           | Bulgária       | 32      |
| 2023 | 30     | Birmingham      | Reino Unido    | 32      |

## Aeróbica
Competições do Mundial Age Group de Ginástica Aeróbica da FIG:
| Edição | Ano | Cidade sede | País anfitrião | Eventos |
| ------ | --- | ----------- | -------------- | ------- |
| 2004   | 1   | Sófia       | Bulgária       |         |
| 2006   | 2   | Nanquim     | China          |         |
| 2008   | 3   | Ulm         | Alemanha       |         |
| 2010   | 4   | Rodez       | França         |         |
| 2012   | 5   | Sófia       | Bulgária       |         |
| 2014   | 6   | Cancún      | México         |         |
| 2016   | 7   | Incheon     | Coreia do Sul  |         |
| 2018   | 8   | Guimarães   | Portugal       |         |
| 2021   | 9   | Baku        | Azerbaijão     |         |